# Hrabstwo Mason (Wirginia Zachodnia)
Hrabstwo Mason (ang. Mason County) – hrabstwo w stanie Wirginia Zachodnia w Stanach Zjednoczonych. Obszar całkowity hrabstwa obejmuje powierzchnię 444,80 mil² (1152,03 km²). Według szacunków United States Census Bureau w roku 2010 miało 27 324 mieszkańców.
Hrabstwo powstało w 1804 roku. 

## Miasta
- Hartford City
- Henderson
- Leon
- Mason
- New Haven
- Point Pleasant[4]

## CDP
- Apple Grove
- Gallipolis Ferry[4]

| Populacja hrabstwa w poprzednich latach | Populacja hrabstwa w poprzednich latach |
| Rok                                     | Liczba ludności                         |
| --------------------------------------- | --------------------------------------- |
| 1980                                    | 26 763                                  |
| 1990                                    | 25 178                                  |
| 2000                                    | 25 957                                  |
| 2010                                    | 27 324                                  |